# Solveig Gustafsson
Brita Solveig Ingegärd Gustafsson, ogift Nilsson, född 8 april 1917 i Falkenberg, död 18 februari 2018 i Ullareds distrikt i Hallands län, var en av Sveriges bästa tennisspelare i sin generation, med bland annat 14 SM-guld. Hon var dessförinnan en framgångsrik friidrottare (spjutkastning och mångkamp), som tog ett stort antal SM-medaljer som tävlande för Falkenbergs IK.
Solveig Gustafsson var tidigt sportintresserad, trots att ingen i hennes familj hade intresset. Men när hon gifte sig med sin make, konfektören Erik Gustafsson, övertalade han Solveig att börja spela tennis, 22 år gammal. Drygt tio år senare hade hon tagit sitt första SM-guld, 34 år gammal, i dubbel tillsammans med Lilleba Hals. Under de kommande sex åren hann det bli ytterligare 13 SM-guld, varav fyra i singel. 1956 tog Solveig Gustafsson hem fyra SM-guld: I singel och dubbel, både utomhus och inomhus.
1956 spelade Solveig Gustafsson också Wimbledon, där hon vann en match i singel och förlorade en match mot Pat Brown. 
1952 bar hon den olympiska facklan genom sin hemstad Falkenberg.